# Hendrik Neubauer
Hendrik Neubauer (* 13. Juni 1960 in Hamburg) ist ein deutscher Historiker, Publizist und Kommunikationsberater. Seit Mitte der 1990er Jahre arbeitet er als Herausgeber von Publikationen zur Kulturgeschichte des 20. Jahrhunderts.

## Leben
Hendrik Neubauer studierte an der Christian-Albrechts-Universität zu Kiel Neuere und Mittlere Geschichte, Neue Deutsche Literaturwissenschaft, Deutsche Sprachwissenschaft und Skandinavistik. Seine journalistische Ausbildung erhielt er bei der Harenberg Kommunikation in Dortmund. Von 1994 an war er Agenturleiter der Fotoagentur Das Fotoarchiv in Essen, in den Jahren 1998 bis 2000 Direktor und Gesellschafter der in Christoph&Friends Media+Trade Agents Das Fotoarchiv GmbH umbenannten Agentur. Von 2000 bis 2001 war er Managing Editor in der Könemann Verlagsgesellschaft in Köln, 2002 Leiter Vertrieb, Marketing und Qualitätsmanagement im GFW-Verlag in Düsseldorf.
Neubauer arbeitete seit 1987 als freier Autor sowie Text- und Bildredakteur für Zeitschriften und Verlage und trat erstmals 1997 als Herausgeber publizistisch in Erscheinung. 1999 erschien der Bildband Curious Moments. Thema ist das journalistische Genre „Panorama | Aus aller Welt“, das in ausgewählten Beispielen von 1900 bis 1968 ein Kompendium der Skurrilitäten des 20. Jahrhunderts ergibt.
2010 gab Neubauer gemeinsam mit Kunibert Wachten, Professor für Städtebau und Landesplanung an der RWTH Aachen, nach jahrelanger Editionsarbeit das Kompendium Städtebau und Architektur. Das 20. Jahrhundert heraus. Chronologisch nach Jahrzehnten gegliedert präsentiert der Sammelband Daten, Fakten, Geschichten, Anekdoten und Fotografien und Skizzen, die das Thema sowohl aus architekturhistorischer als auch städteplanerischer Sicht beleuchten.
Von 2019 bis 2021 leitete Neubauer die Presse- und Öffentlichkeitsarbeit der Neuen Bahnstadt Opladen (nbso). Das Projekt stellt mit insgesamt über 70 Hektar Fläche eines der wichtigsten innerstädtischen Stadtentwicklungsprojekte in der Rheinschiene dar und zeichnet sich vor allem durch seine Nutzungsmischung um den Campus Leverkusen der TH Köln aus. 
2021 wechselte Neubauer in das Stadtmarketing der Stadt Leverkusen und hat seitdem die Redaktionsleitung des Freizeit- und Tourismusportals Lust auf Leverkusen inne. 
Hendrik Neubauer war berufenes Mitglied der Deutschen Gesellschaft für Photographie (2002-2012). Von 2015 bis 2018 war er als Fotografie-Experte Mitglied der Grenzgänger-Jury. Mit der Robert Bosch Stiftung führte das Literarische Colloquium Berlin (LCB) das Grenzgänger-Programm durch, das Recherchen zu Veröffentlichungen unterstützt. Das Programm wurde 2020 eingestellt.

## Publikationen (Auswahl)
- Vera Rottes, Alfonso Lopéz de Quintana, Andreas Schönfeld, Hendrik Neubauer et al. Neue Bahnstadt Opladen. Vom Ausbesserungswerk zum modernen Stadtquartier. Leverkusen, 2020.
- Kunibert Wachten und Hendrik Neubauer. Städtebau + Architektur. Das 20. Jahrhundert. Potsdam, 2010.
- Hendrik Neubauer et al. Alles muss raus. Dr. Pop trifft Heinz Grabowski. Perlen des POP EDITION. Norderstedt, 2010.
- Hendrik Neubauer (Hrsg.) The Survivors. Vom Ureinwohner zum Weltbürger. Königswinter 2008.
- Hendrik Neubauer (Hrsg.) . Erlebnis Wissen. Die beste Erlebnismuseen und Science Center in Deutschland. Pulheim 2006.
- Hendrik Neubauer. About Love. EarBook. Hamburg 2003.
- Klaus Farin und  Hendrik Neubauer (Hrsg.) Artificial Tribes. Deutsche Jugendkultur in den 1990er Jahren. Berlin 2001.
- Hendrik Neubauer und Torsten Palmer. Die Weimarer Zeit in Pressefotos und Fotoreportagen. Köln 2000.
- Hendrik Neubauer. Curious Moments.  Köln 1999.
- Hendrik Neubauer. Black Star. Sixty Years of Photojournalism. Köln 1997.